# 赫里克 (南达科他州)
赫里克（英語：Herrick），是美国南达科他州下属的一座城市。根据2010年美国人口普查，该市有人口103人。论人口在本州排行第235。